# Club Atlético de Madrid 2021-2022
Questa voce raccoglie le informazioni riguardanti il Club Atlético de Madrid nelle competizioni ufficiali della stagione 2021-2022.

## Stagione
La stagione 2021-2022 vede l'85ª partecipazione alla massima divisione spagnola e la 20ª di fila per l'Atlético Madrid, che conferma il tecnico argentino Diego Simeone, secondo allenatore con più panchine in Liga nella storia dei Rojiblancos. La squadra di Madrid, dopo aver vinto il campionato precedente si qualifica direttamente alla fase a gironi della Champions League. Il primo incontro della stagione è coinciso con la vittoria in campionato per 2-1 del 15 agosto, contro il Celta Vigo allo stadio Balaídos. La seconda giornata di campionato ha visto la vittoria di misura, per 1-0, contro l'Elche in occasione della 100ª partita giocata al Wanda Metropolitano.
Il 26 agosto a Istanbul ha luogo il sorteggio dei gironi di Champions League che vede impegnato l'Atleti nel gruppo B con gli inglesi del Liverpool, vincitori dell'edizione 2018-2019, il Porto vice campione del campionato lusitano e gli italiani del Milan, al ritorno nella massima competizione europea dopo sette anni. Il 15 settembre l'Atlético esordisce in Europa, pareggiando a reti inviolate l'incontro col Porto. Il 25 settembre la squadra di Simeone trova la prima sconfitta stagionale cadendo per 1-0 in casa dell'Alavés, ultimo in campionato. Il 2 ottobre, su concessione del Consiglio Interterritoriale del Ministero della Salute spagnola, dopo circa 20 mesi il Metropolitano è aperto senza limiti di posto con l'Atlético che ospita il Barcellona, battuto 2-0.
Il 7 dicembre, grazie alla vittoria esterna per 3-1 sul Porto, i Colchoneros si qualificano alla fase a eliminazione diretta della UEFA Champions League. Il 12 dicembre l'Atlético perde per 2-0 il derbi madrileño in casa del Real Madrid. Il 18 dicembre l'Atlético Madrid, per la prima volta dall'avvento in panchina di Simeone, subisce la terza sconfitta consecutiva in campionato perdendo 2-1 al Ramón Sánchez-Pizjuán col Siviglia. Il 2 gennaio si conclude il girone di andata dell'Atlético con la squadra che batte 2-0 il Rayo Vallecano ed è impegnata nella lotta per la qualificazione in Champions League. Il 6 gennaio, con un sonoro 5-0, l'Atleti supera il Rayo Majadahonda in Coppa del Re nella gara valida per i sedicesimi di finale. Il 13 gennaio la squadra del Cholo viene sconfitta in rimonta 2-1 dall'Athletic Bilbao nella gara valida per le semifinali di Supercoppa di Spagna.
Il 19 gennaio l'Atlético viene eliminato agli ottavi di finale dalla Real Sociedad per 2-0, con la squadra che prima dell'ingresso in campo era stata aggredita dagli ultras avversari. Il 15 marzo grazie alla vittoria complessiva per 2-1 contro gli inglesi del Manchester Utd, la squadra del Cholo supera gli ottavi di finale di Champions League. Il 13 aprile l'Atlético Madrid viene eliminato ai quarti di finale di Champions per mano degli inglesi del Manchester City, che grazie alla vittoria ottenuta in casa per 1-0 passano il turno dopo che la gara di ritorno al Metropolitano si è conclusa a reti inviolate.
Il mese di maggio sorride agli uomini di Simeone che prima vincono il derby di ritorno col Real Madrid – l'ultima vittoria risaliva al 2016, sempre col risultato di 1-0 – e poi, grazie alla vittoria esterna per 2-0 sull'Elche, si qualificano aritmeticamente alla prossima edizione di UEFA Champions League. Il 21 maggio si conclude la stagione dell'Atlético Madrid con la vittoria esterna in campionato contro la Real Sociedad per 2-1 e il raggiungimento del terzo posto.

## Maglie e sponsor
Lo sponsor tecnico per la stagione 2021-2022 è per il 21º anno consecutivo Nike. Lo sponsor ufficiale è per la settima stagione consecutiva Plus500, sulla parte alta delle maniche c'è lo stemma della Hyundai mentre dietro la schiena, sotto il numero, è presente il logo di Ria Money Transfer.

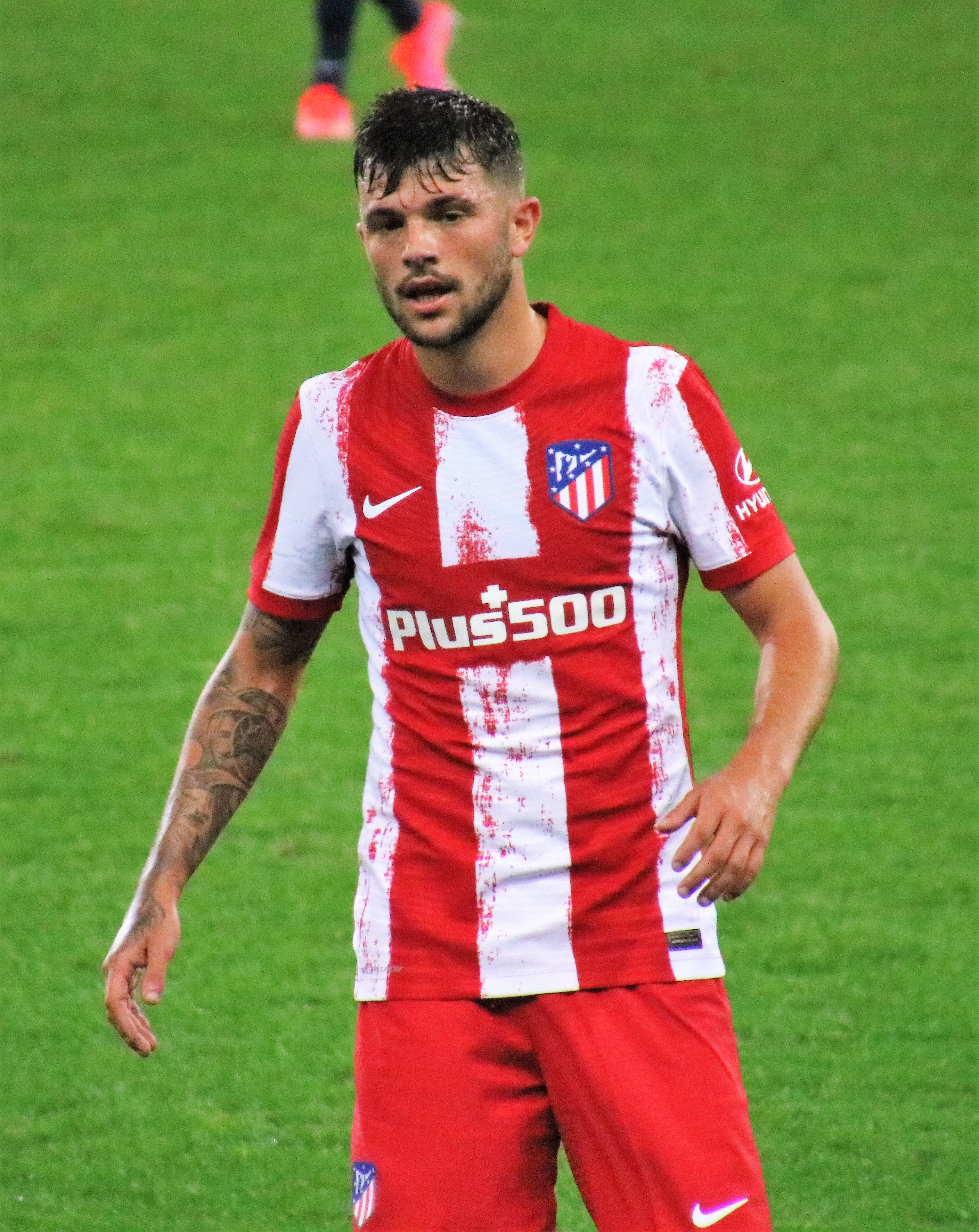
La prima maglia dell'Atlético Madrid

Per rendere omaggio al 75º anniversario del cambio di denominazione del club, si è deciso di dedicare quattro maglie che si ispirano nei colori ad alcuni momenti chiave della storia rojiblanca.
La prima maglia è ispirata, in alcuni dettagli, all'uniforme che vestivano i giocatori nel 1947 già in seguito al cambio di denominazione in Club Atlético de Madrid. In quella maglia storica, risaltava una striscia bianca centrale che viene recuperata nel nuovo disegno. Inoltre, nella parte frontale si viene a formare una enorme lettera A con le strisce rosse centrali, per proseguire con l'omaggio al nome Atlético Madrid, mentre sul retro si può vedere la bandiera della Spagna. I pantaloncini e i calzettoni sono blu classico.
La maglia da trasferta ricorda un momento mitico della storia colchonera negli ultimi 75 anni: il doblete. È ispirata alla seconda maglia che indossava la squadra vincitrice della Liga e della Coppa del Re nella stagione 1995-96. Il collo presenta un accenno di scollatura a V. Il blu scuro e il rosso si combinano tra maglia, pantaloncini e calzettoni per ricordare ai tifosi la goloriosa stagione che portò i rojiblancos alla gloria. L'intera divisa è prodotta con tessuto di poliestere 100% riciclato.
La maggior parte delle gesta sportive negli ultimi 75 anni si è vissuta nello stadio Vicente Calderón. Per questo la terza maglia ricorda quella che fu la casa della squadra per 50 anni, combinando i colori dei sediolini del Calderón: rosso, bianco e azzurro, oltre al fatto di includere un'immagine dello stadio nella parte interiore del colletto.
| Casa |  | Trasferta |  | Terza maglia |

## Organigramma societario
Dal sito internet ufficiale della società.
Area direttiva
- Presidente: Enrique Cerezo

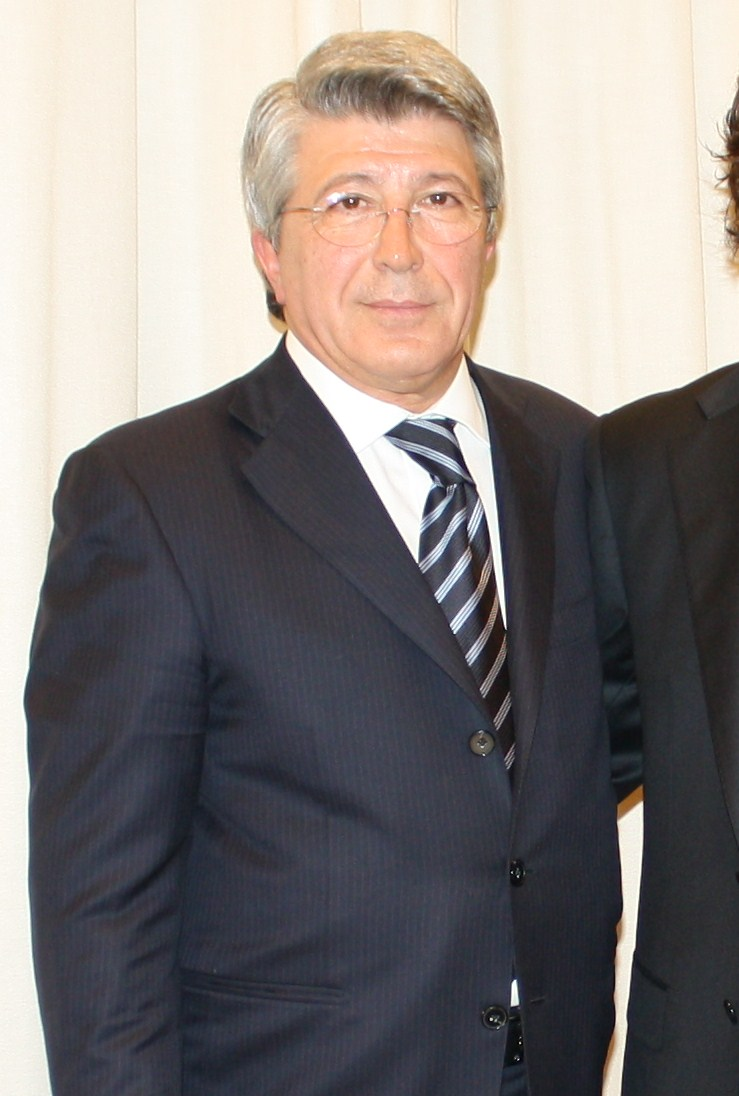
Il presidente Enrique Cerezo, in carica dal 2003

- Amministratore delegato: Miguel Ángel Gil Marín
- Vicepresidente area sociale: Lázaro Albarracín Martínez
- Vicepresidente area commerciale: Antonio Alonso Sanz
- Consiglieri: Severiano Gil y Gil, Óscar Gil Marín, Antoine Bonnier
- Segretario del consiglio: Pablo Jiménez de Parga
- Assessori del consiglio amministrativo: Peter Kenyon, Ignacio Aguillo
- Assessori legali: José Manuel Díaz, Despacho Jiménez de Parga

Area organizzativa
- Direttore finanziario: Mario Aragón Santurde
- Direttore esecutivo: Miguel Ángel Gil Marín
- Direttore sportivo: José Luis Pérez Caminero
- Direttore tecnico: Andrea Berta

Area marketing
- Direttore area marketing: Javier Martínez
- Direttore commerciale: Guillermo Moraleda
- Direttore delle risorse: Fernando Fariza Requejo

Area infrastrutturale
- Direttore dei servizi generali e delle infrastrutture: Javier Prieto

Area controllo
- Direttore di controllo: José Manuel Díaz Pérez

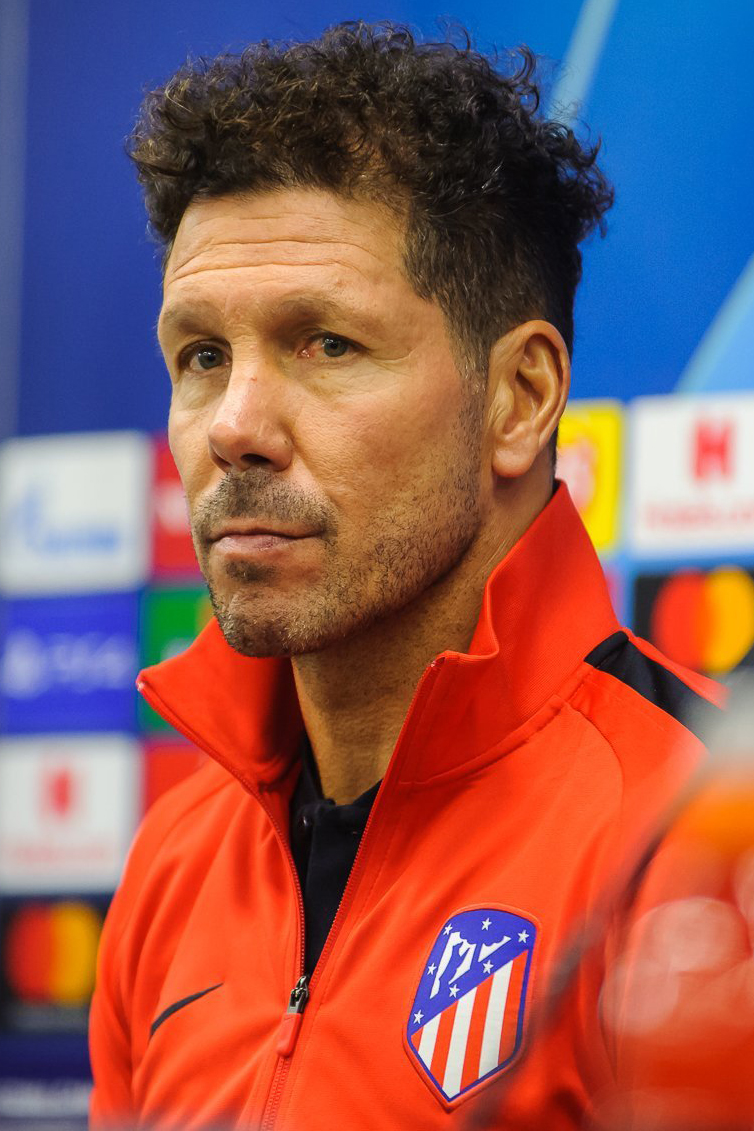
L'allenatore Diego Simeone all'undicesima stagione sulla panchina, è il tecnico più vincente nella storia dei Colchoneros

Area sviluppo giovanile e internazionale
- Direttore del settore giovanile e dello sviluppo internazionale: Emilio Gutiérrez Boullosa
- Direttore sportivo del settore giovanile: Carlos Aguilera
- Direttore tecnico del settore giovanile: Miguel Ángel Ruiz
- Capo-osservatore giovanile: Sergio García
- Capo talent scout: Luis Rodríguez Ardila

Area comunicazione
- Direttore della comunicazione e area digitale: Rafael Alique

Area tecnica
- Allenatore: Diego Simeone
- Allenatore in seconda: Nelson Vivas
- Preparatori atletici: Óscar Ortega
- Preparatore dei portieri: Pablo Vercellone
- Delegato: Pedro Pablo Matesanz

Area sanitaria
- Responsabile: José María Villalón
- Medico: Óscar Luis Celada
- Infermiere: Gorka de Abajo
- Fisioterapisti: Esteban Arévalo, David Loras, Jesús Vázquez, Felipe Iglesias Arroyo, Iván Ortega
- Massaggiatore: Daniel Castro, Óscar Pitillas

Area ausiliare
- Magazzinieri: Cristian Bautista, Dimcho Pilichev, Mario Serrano, Fernando Sánchez Ramírez

## Rosa

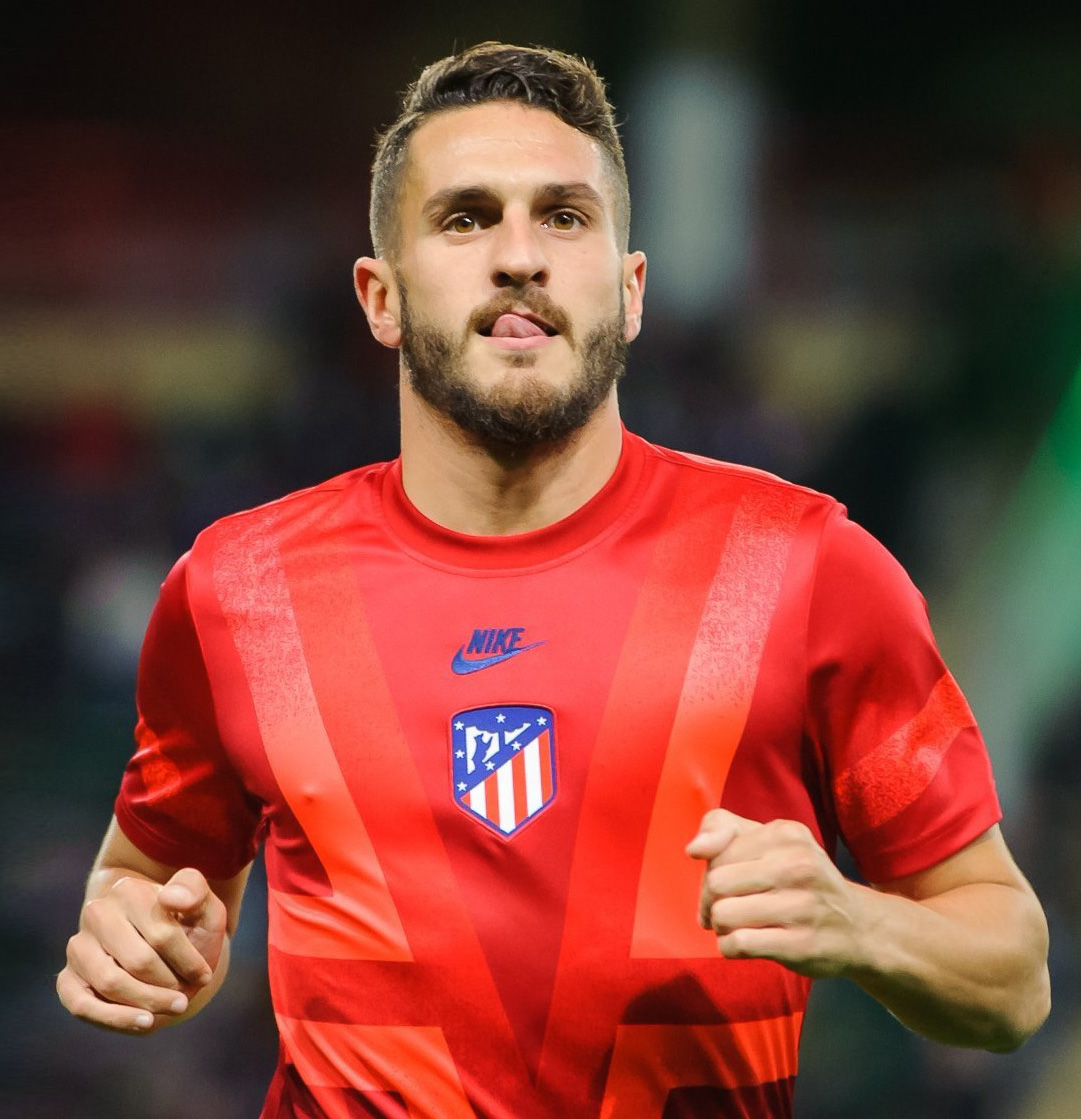
Koke è il capitano dell'Atlético Madrid

La rosa e la numerazione sono tratte dal sito ufficiale dell'Atlético Madrid.
| N. |                               | Ruolo | Calciatore         |
| -- | ----------------------------- | ----- | ------------------ |
| 1  | Francia (bandiera)            | P     | Benjamin Lecomte   |
| 2  | Uruguay (bandiera)            | D     | José Giménez       |
| 4  | Rep. Centrafricana (bandiera) | C     | Geoffrey Kondogbia |
| 5  | Argentina (bandiera)          | C     | Rodrigo de Paul    |
| 6  | Spagna (bandiera)             | C     | Koke (capitano)    |
| 7  | Portogallo (bandiera)         | A     | João Félix         |
| 8  | Spagna (bandiera)             | C     | Saúl               |
| 8  | Francia (bandiera)            | A     | Antoine Griezmann  |
| 9  | Uruguay (bandiera)            | A     | Luis Suárez        |
| 10 | Argentina (bandiera)          | A     | Ángel Correa       |
| 11 | Francia (bandiera)            | C     | Thomas Lemar       |
| 12 | Brasile (bandiera)            | D     | Renan Lodi         |

| N. |                        | Ruolo | Calciatore       |
| -- | ---------------------- | ----- | ---------------- |
| 13 | Slovenia (bandiera)    | P     | Jan Oblak        |
| 14 | Spagna (bandiera)      | C     | Marcos Llorente  |
| 15 | Montenegro (bandiera)  | D     | Stefan Savić     |
| 16 | Messico (bandiera)     | C     | Héctor Herrera   |
| 17 | Danimarca (bandiera)   | D     | Daniel Wass      |
| 18 | Brasile (bandiera)     | D     | Felipe           |
| 19 | Brasile (bandiera)     | A     | Matheus Cunha    |
| 21 | Belgio (bandiera)      | C     | Yannick Carrasco |
| 22 | Spagna (bandiera)      | D     | Mario Hermoso    |
| 23 | Inghilterra (bandiera) | D     | Kieran Trippier  |
| 23 | Mozambico (bandiera)   | D     | Reinildo Mandava |
| 24 | Croazia (bandiera)     | D     | Šime Vrsaljko    |

### Formazione tipo
La stagione è stata caratterizzata dal progressivo abbandono del 4-4-2 da parte di Simeone. Sebbene nello schieramento al calcio di inizio la linea difensiva si presentava a quattro, nel corso della gara l'esterno destro (Trippier prima, Marcos Llorente poi) giocava stabilmente in zona offensiva realizzando di fatto un 3-5-2. In fase di ripiegamento, con la discesa di ambo gli esterni, la squadra difendeva con un 5-3-2.

## Calciomercato
Il calciomercato dell'Atlético si apre con l'acquisizione a parametro zero del cartellino di Marcos Paulo dal Fluminense. Il 12 luglio 2021 viene formalizzato il trasferimento di Rodrigo de Paul dall'Udinese per la cifra di 35 milioni di euro. A una settimana dalla chiusura del mercato, l'Atleti definisce anche il passaggio dall'Hertha Berlino dell'attaccante brasiliano Matheus Cunha. Nella notte tra il 31 agosto e il 1º settembre vengono ufficializzati i prestiti di Saúl al Chelsea, in uscita, e quello di Griezmann dal Barcellona, in entrata. Nella sessione invernale di calcio mercato viene ceduto il terzino della nazionale inglese Kieran Trippier al Newcastle Utd.

### Sessione estiva(dal 1º luglio al 31 agosto)
| Acquisti         | Acquisti               | Acquisti          | Acquisti                  |
| R.               | Nome                   | da                | Modalità                  |
| ---------------- | ---------------------- | ----------------- | ------------------------- |
| P                | Benjamin Lecomte       | Monaco            | prestito                  |
| C                | Rodrigo de Paul        | Udinese           | definitivo (35 milioni €) |
| A                | Matheus Cunha          | Hertha Berlino    | definitivo (30 milioni €) |
| A                | Antoine Griezmann      | Barcellona        | prestito                  |
| Altre operazioni |                        |                   |                           |
| R.               | Nome                   | da                | Modalità                  |
| P                | Axel Werner            | Atlético San Luis | fine prestito             |
| D                | Santiago Arias         | Bayer Leverkusen  | fine prestito             |
| D                | Francisco Montero      | Beşiktaş          | fine prestito             |
| D                | Manu Sánchez           | Osasuna           | fine prestito             |
| D                | Nehuén Pérez           | Granada           | fine prestito             |
| C                | Rodrigo Riquelme Reche | Bournemouth       | fine prestito             |
| A                | Nicolás Ibáñez         | Atlético San Luis | fine prestito             |
| A                | Víctor Mollejo         | Maiorca           | fine prestito             |
| A                | Álvaro Morata          | Juventus          | fine prestito             |
| A                | Marcos Paulo           |                   | svincolato                |
| A                | Darío Poveda           | Getafe            | fine prestito             |
| A                | Ivan Šaponjić          | Cadice            | fine prestito             |

| Cessioni         | Cessioni               | Cessioni        | Cessioni                       |
| R.               | Nome                   | a               | Modalità                       |
| ---------------- | ---------------------- | --------------- | ------------------------------ |
| P                | Ivo Grbić              | Lilla           | prestito                       |
| C                | Saúl Ñíguez            | Chelsea         | prestito oneroso (5 milioni €) |
| C                | Lucas Torreira         | Arsenal         | fine prestito                  |
| A                | Moussa Dembélé         | Olympique Lione | fine prestito                  |
| A                | Vitolo                 | Getafe          | prestito                       |
| Altre operazioni |                        |                 |                                |
| R.               | Nome                   | a               | Modalità                       |
| P                | Axel Werner            |                 | svincolato                     |
| D                | Santiago Arias         | Granada         | prestito                       |
| D                | Francisco Montero      | Beşiktaş        | definitivo (0,75 milioni €)    |
| D                | Nehuén Pérez           | Udinese         | prestito                       |
| D                | Manu Sánchez           | Osasuna         | rinnovo prestito               |
| C                | Rodrigo Riquelme Reche | Mirandés        | prestito                       |
| A                | Nicolás Ibáñez         | Pachuca         | definitivo (3 milioni €)       |
| A                | Marcos Paulo           | Famalicão       | prestito                       |
| A                | Víctor Mollejo         | Tenerife        | prestito                       |
| A                | Álvaro Morata          | Juventus        | rinnovo prestito               |
| A                | Darío Poveda           | Getafe          | gratuito                       |
| A                | Sergio Camello         | Mirandés        | prestito                       |

### Sessione invernale(dal 2 al 31 gennaio)
| Acquisti         | Acquisti         | Acquisti | Acquisti                   |
| R.               | Nome             | da       | Modalità                   |
| ---------------- | ---------------- | -------- | -------------------------- |
| D                | Reinildo Mandava | Lilla    | definitivo (3 milioni €)   |
| D                | Daniel Wass      | Valencia | definitivo (2,7 milioni €) |
| Altre operazioni |                  |          |                            |
| R.               | Nome             | da       | Modalità                   |

| Cessioni         | Cessioni        | Cessioni          | Cessioni                              |
| R.               | Nome            | a                 | Modalità                              |
| ---------------- | --------------- | ----------------- | ------------------------------------- |
| D                | Kieran Trippier | Newcastle Utd     | definitivo (15 milioni €)             |
| Altre operazioni |                 |                   |                                       |
| R.               | Nome            | a                 | Modalità                              |
| A                | Ivan Šaponjić   | Slovan Bratislava | definitivo (rescissione contrattuale) |

## Risultati

### Primera División

#### Girone di andata
| Arbitro: | Munuera Montero |

|                       |           |                 |
| Iago Aspas 59’ (rig.) | Marcatori | 22’, 64’ Correa |

| Arbitro: | de Burgos Bengoetxea |

|            |           |  |
| Correa 39’ | Marcatori |  |

| Arbitro: | Soto Grado |

|                               |           |                              |
| Suárez 56’ Mandi 90+5’ (aut.) | Marcatori | 52’ M. Trigueros 74’ Danjuma |

| Arbitro: | Martínez Munuera |

|                 |           |                          |
| R. de Tomás 40’ | Marcatori | 79’ Carrasco 90+9’ Lemar |

| Madrid 18 settembre 2021, ore 16:15 CEST 5ª giornata | Atlético Madrid | 0 – 0 referto | Athletic Bilbao | Wanda Metropolitano (38 798 spett.)\| Arbitro: \| Gil Manzano \| |
| Arbitro:                                             | Gil Manzano     |               |                 |                                                                  |

| Arbitro: | Cuadra Fernández |

|                  |           |                 |
| Oblak 45’ (aut.) | Marcatori | 78’, 90’ Suárez |

| Arbitro: | Mateu Lahoz |

|              |           |  |
| Laguardia 4’ | Marcatori |  |

| Arbitro: | Soto Grado |

|                      |           |  |
| Lemar 23’ Suárez 44’ | Marcatori |  |

| Arbitro: | Hernández Hernández |

|                          |           |               |
| D. Machís 17’ Molina 61’ | Marcatori | 2’ João Félix |

| Arbitro: | Munuera Montero |

|                        |           |                     |
| Suárez 61’, 77’ (rig.) | Marcatori | 7’ Sørloth 48’ Isak |

| Arbitro: | González Fuertes |

|                                |           |                         |
| Bharhdi 37’ (rig.), 90’ (rig.) | Marcatori | 12’ Griezmann 76’ Cunha |

| Arbitro: | Alberola Rojas |

|                                                 |           |  |
| Carrasco 26’ Pezzella 63’ (aut.) João Félix 80’ | Marcatori |  |

| Arbitro: | Soto Grado |

|                                         |           |                                       |
| Savić 50’ (aut.) Hugo Duro 90+2’, 90+6’ | Marcatori | 35’ Suárez 58’ Griezmann 60’ Vrsaljko |

| Arbitro: | Sánchez Martínez |

|            |           |  |
| Felipe 87’ | Marcatori |  |

| Arbitro: | Gil Manzano |

|            |           |                                              |
| Lozano 86’ | Marcatori | 56’ Lemar 70’ Griezmann 76’ Correa 86’ Cunha |

| Arbitro: | Martínez Munuera |

|           |           |                         |
| Cunha 68’ | Marcatori | 80’ F. Russo 90+1’ Take |

| Arbitro: | Mateu Lahoz |

|                         |           |  |
| Benzema 16’ Asensio 57’ | Marcatori |  |

| Arbitro: | de Burgos Bengoetxea |

|                           |           |            |
| Rakitić 7’ L. Ocampos 88’ | Marcatori | 33’ Felipe |

| Arbitro: | Figueroa Vázquez |

|                 |           |  |
| Correa 28’, 53’ | Marcatori |  |

#### Girone di ritorno
| Arbitro: | Alberola Rojas |

|                        |           |                          |
| Pau 29’ Alberto M. 58’ | Marcatori | 10’ Correa 67’ Kondogbia |

| Arbitro: | Munuera Montero |

|  |           |            |
|  | Marcatori | 54’ Melero |

| Arbitro: | Díaz de Mera Escuderos |

|                                       |           |                         |
| Cunha 64’ Correa 90’ M. Hermoso 90+3’ | Marcatori | 25’ Musah 44’ Hugo Duro |

| Arbitro: | Gil Manzano |

|                                                      |           |                        |
| Jordi Alba 10’ Gavi 21’ R. Araujo 43’ Dani Alves 49’ | Marcatori | 8’ Carrasco 58’ Suárez |

| Arbitro: | de Burgos Bengoetxea |

|                                           |           |                                                 |
| Correa 9’, 45+4’ Cunha 27’ M. Hermoso 89’ | Marcatori | 30’ B. Mayoral 37’ (rig.), 42’ (rig.) Enes Ünal |

| Arbitro: | Melero López |

|  |           |                                     |
|  | Marcatori | 3’ João Félix 59’ Suárez 89’ Correa |

| Arbitro: | Hernández Hernández |

|                     |           |  |
| Renan Lodi 36’, 60’ | Marcatori |  |

| Arbitro: | Cuadra Fernández |

|                |           |                              |
| C. Tello 45+5’ | Marcatori | 2’, 61’ João Félix 80’ Lemar |

| Arbitro: | González Fuertes |

|                              |           |                |
| João Félix 3’ R. de Paul 68’ | Marcatori | 45’ Á. Negredo |

| Arbitro: | Munuera Montero |

|  |           |          |
|  | Marcatori | 49’ Koke |

| Arbitro: | Melero López |

|                                            |           |               |
| João Félix 11’, 82’ Suárez 75’ (rig.), 90’ | Marcatori | 63’ Escalante |

| Arbitro: | Martínez Munuera |

|                   |           |  |
| Muriqi 68’ (rig.) | Marcatori |  |

| Arbitro: | Figueroa Vázquez |

|                             |           |                 |
| Carrasco 52’, 90+10’ (rig.) | Marcatori | 74’ R. de Tomás |

| Madrid 20 aprile 2022, ore 19:00 CEST 33ª giornata | Atlético Madrid | 0 – 0 referto | Granada | Wanda Metropolitano\| Arbitro: \| Gil Manzano \| |
| Arbitro:                                           | Gil Manzano     |               |         |                                                  |

| Arbitro: | Mateu Lahoz |

|                                          |           |  |
| M. Hermoso 8’ (aut.) Williams 56’ (rig.) | Marcatori |  |

| Arbitro: | Soto Grado |

|                     |           |  |
| Carrasco 40’ (rig.) | Marcatori |  |

| Arbitro: | González Fuertes |

|  |           |                          |
|  | Marcatori | 28’ Cunha 62’ R. de Paul |

| Arbitro: | Sánchez Martínez |

|                   |           |                  |
| J. M. Giménez 30’ | Marcatori | 85’ Y. En-Nesyri |

| Arbitro: | Gil Manzano |

|              |           |                           |
| Guridi 90+3’ | Marcatori | 50’ R. de Paul 68’ Correa |

### Coppa del Re
| Arbitro: | Jaime Latre |

|  |           |                                                                  |
|  | Marcatori | 17’ Cunha 26’ Renan Lodi 41’ Suárez 67’ Griezmann 79’ João Félix |

| Arbitro: | Alberola Rojas |

|                         |           |  |
| Januzaj 33’ Sørloth 47’ | Marcatori |  |

### Champions League

#### Fase a gironi
| Madrid 15 settembre 2021, ore 21:00 CEST 1ª giornata – Gruppo B | Atlético Madrid | 0 – 0 referto | Porto | Wanda Metropolitano (40 098 spett.)\| Arbitro: \| Hațegan \| |
| Arbitro:                                                        | Hațegan         |               |       |                                                              |

| Arbitro: | Çakır |

|             |           |                                   |
| R. Leão 20’ | Marcatori | 84’ Griezmann 90+7’ (rig.) Suárez |

| Arbitro: | Siebert |

|                    |           |                                |
| Griezmann 20’, 34’ | Marcatori | 8’, 78’ (rig.) Salah 13’ Keïta |

| Arbitro: | Makkelie |

|                       |           |  |
| Diogo J. 13’ Mané 21’ | Marcatori |  |

| Arbitro: | Vinčić |

|  |           |             |
|  | Marcatori | 87’ Messias |

| Arbitro: | Turpin |

|                     |           |                                           |
| Sérgio 90+6’ (rig.) | Marcatori | 57’ Griezmann 90’ Correa 90+2’ R. de Paul |

#### Fase a eliminazione diretta
| Arbitro: | Hațegan |

|               |           |            |
| João Félix 7’ | Marcatori | 80’ Elanga |

| Arbitro: | Vinčić |

|  |           |                |
|  | Marcatori | 41’ Renan Lodi |

| Arbitro: | Kovács |

|               |           |  |
| De Bruyne 70’ | Marcatori |  |

| Madrid 13 aprile 2022, ore 21:00 CEST Quarti di finale – Ritorno | Atlético Madrid | 0 – 0 referto | Manchester City | Wanda Metropolitano (65 675 spett.)\| Arbitro: \| Siebert \| |
| Arbitro:                                                         | Siebert         |               |                 |                                                              |

### Supercoppa di Spagna
| Arbitro: | Cuadra Fernández |

|                       |           |                           |
| Unai Simón 62’ (aut.) | Marcatori | 77’ Yeray 81’ Williams Jr |

## Statistiche

### Statistiche di squadra
| Competizione        | Punti | In casa | In casa | In casa | In casa | In casa | In casa | In trasferta | In trasferta | In trasferta | In trasferta | In trasferta | In trasferta | Totale | Totale | Totale | Totale | Totale | Totale | DR  |
| Competizione        | Punti | G       | V       | N       | P       | Gf      | Gs      | G            | V            | N            | P            | Gf           | Gs           | G      | V      | N      | P      | Gf     | Gs     | DR  |
| ------------------- | ----- | ------- | ------- | ------- | ------- | ------- | ------- | ------------ | ------------ | ------------ | ------------ | ------------ | ------------ | ------ | ------ | ------ | ------ | ------ | ------ | --- |
| Primera División    | 71    | 19      | 12      | 5       | 2       | 33      | 16      | 19           | 9            | 3            | 7            | 32           | 28           | 38     | 21     | 8      | 9      | 65     | 43     | +22 |
| Coppa del Re        | -     | 0       | 0       | 0       | 0       | 0       | 0       | 2            | 1            | 0            | 1            | 5            | 2            | 2      | 1      | 0      | 1      | 5      | 2      | +3  |
| Champions League    | 7     | 5       | 0       | 4       | 2       | 3       | 5       | 5            | 3            | 0            | 2            | 6            | 5            | 10     | 3      | 3      | 4      | 9      | 10     | -1  |
| Supercopa de España | -     | -       | -       | -       | -       | -       | -       | -            | -            | -            | -            | -            | -            | 1      | 1      | 0      | 1      | 1      | 2      | -1  |
| Totale              | -     | 24      | 12      | 8       | 4       | 36      | 21      | 26           | 13           | 3            | 10           | 43           | 34           | 51     | 25     | 11     | 15     | 80     | 57     | +23 |

### Andamento in campionato
| Giornata  | 1 | 2 | 3 | 4 | 5 | 6 | 7 | 8 | 9 | 10 | 11 | 12 | 13 | 14 | 15 | 16 | 17 | 18 | 19 | 20 | 21 | 22 | 23 | 24 | 25 | 26 | 27 | 28 | 29 | 30 | 31 | 32 | 33 | 34 | 35 | 36 | 37 | 38 |
| --------- | - | - | - | - | - | - | - | - | - | -- | -- | -- | -- | -- | -- | -- | -- | -- | -- | -- | -- | -- | -- | -- | -- | -- | -- | -- | -- | -- | -- | -- | -- | -- | -- | -- | -- | -- |
| Luogo     | T | C | C | T | C | T | T | C | T | C  | T  | C  | T  | C  | T  | C  | T  | T  | C  | T  | C  | C  | T  | C  | T  | C  | T  | C  | T  | C  | T  | C  | C  | T  | C  | T  | C  | T  |
| Risultato | V | V | N | V | N | V | P | V | P | N  | N  | V  | N  | V  | V  | P  | P  | P  | V  | N  | P  | V  | P  | V  | V  | V  | V  | V  | V  | V  | P  | V  | N  | P  | V  | V  | N  | V  |
| Posizione | 3 | 1 | 5 | 3 | 2 | 2 | 4 | 2 | 4 | 4  | 5  | 4  | 4  | 4  | 2  | 4  | 4  | 5  | 4  | 4  | 4  | 4  | 5  | 5  | 5  | 5  | 4  | 4  | 4  | 4  | 4  | 4  | 4  | 4  | 4  | 3  | 3  | 3  |

Legenda:

Luogo: C = Casa; T = Trasferta. Risultato: R = Rinviata; V = Vittoria; N = Pareggio; P = Sconfitta.

### Statistiche dei giocatori
In corsivo i calciatori che hanno lasciato la squadra a stagione in corso.
| Giocatore     | Primera División | Primera División | Primera División | Primera División | Coppa di Spagna | Coppa di Spagna | Coppa di Spagna | Coppa di Spagna | Champions League | Champions League | Champions League | Champions League | Supercoppa di Spagna | Supercoppa di Spagna | Supercoppa di Spagna | Supercoppa di Spagna | Totale   | Totale | Totale      | Totale     |
| Giocatore     | Presenze         | Reti             | Ammonizioni      | Espulsioni       | Presenze        | Reti            | Ammonizioni     | Espulsioni      | Presenze         | Reti             | Ammonizioni      | Espulsioni       | Presenze             | Reti                 | Ammonizioni          | Espulsioni           | Presenze | Reti   | Ammonizioni | Espulsioni |
| ------------- | ---------------- | ---------------- | ---------------- | ---------------- | --------------- | --------------- | --------------- | --------------- | ---------------- | ---------------- | ---------------- | ---------------- | -------------------- | -------------------- | -------------------- | -------------------- | -------- | ------ | ----------- | ---------- |
| Y. Carrasco   | 34               | 6                | 5                | 0                | 2               | 0               | 0               | 0               | 7                | 0                | 0                | 1                | 1                    | 0                    | 0                    | 0                    | 44       | 6      | 5           | 1          |
| Á. Correa     | 36               | 12               | 3                | 1                | 2               | 0               | 0               | 0               | 10               | 1                | 2                | 0                | 1                    | 0                    | 0                    | 0                    | 49       | 13     | 5           | 1          |
| M. Cunha      | 29               | 6                | 3                | 0                | 2               | 1               | 1               | 0               | 5                | 0                | 0                | 0                | 1                    | 0                    | 0                    | 0                    | 37       | 7      | 4           | 0          |
| R. de Paul    | 36               | 3                | 6                | 0                | 2               | 0               | 0               | 0               | 9                | 1                | 2                | 0                | 1                    | 0                    | 0                    | 0                    | 48       | 4      | 8           | 0          |
| Felipe        | 26               | 2                | 5                | 1                | 2               | 0               | 1               | 0               | 7                | 0                | 3                | 2                | 0                    | 0                    | 0                    | 0                    | 35       | 2      | 9           | 3          |
| J. M. Giménez | 24               | 1                | 7                | 0                | 1               | 0               | 0               | 0               | 7                | 0                | 1                | 0                | 1                    | 0                    | 0                    | 1                    | 33       | 1      | 8           | 1          |
| Giuliano      | 1                | 0                | 0                | 0                | 0               | 0               | 0               | 0               | 0                | 0                | 0                | 0                | 0                    | 0                    | 0                    | 0                    | 1        | 0      | 0           | 0          |
| A. Griezmann  | 26               | 3                | 3                | 0                | 1               | 1               | 0               | 0               | 9                | 4                | 0                | 1                | 0                    | 0                    | 0                    | 0                    | 36       | 8      | 3           | 1          |
| M. Hermoso    | 26               | 2                | 5                | 1                | 1               | 0               | 1               | 0               | 6                | 0                | 1                | 0                | 1                    | 0                    | 0                    | 0                    | 34       | 2      | 7           | 1          |
| H. Herrera    | 21               | 0                | 5                | 0                | 1               | 0               | 0               | 0               | 4                | 0                | 2                | 0                | 1                    | 0                    | 0                    | 0                    | 27       | 0      | 7           | 0          |
| João Félix    | 24               | 8                | 2                | 1                | 2               | 1               | 0               | 0               | 8                | 1                | 2                | 0                | 1                    | 0                    | 0                    | 0                    | 35       | 10     | 4           | 1          |
| G. Kondogbia  | 28               | 1                | 13               | 2                | 1               | 0               | 0               | 0               | 9                | 0                | 2                | 0                | 1                    | 0                    | 0                    | 0                    | 39       | 1      | 15          | 2          |
| Koke          | 31               | 1                | 6                | 0                | 2               | 0               | 0               | 0               | 9                | 0                | 1                | 0                | 1                    | 0                    | 0                    | 0                    | 43       | 1      | 7           | 0          |
| B. Lecomte    | 0                | -0               | 1                | 0                | 0               | -0              | 0               | 0               | 0                | -0               | 0                | 0                | 0                    | -0                   | 0                    | 0                    | 0        | -0     | 1           | 0          |
| T. Lemar      | 24               | 4                | 2                | 0                | 2               | 0               | 0               | 0               | 8                | 0                | 0                | 0                | 1                    | 0                    | 0                    | 0                    | 35       | 4      | 2           | 0          |
| M. Llorente   | 29               | 0                | 5                | 0                | 1               | 0               | 0               | 0               | 9                | 0                | 3                | 0                | 1                    | 0                    | 0                    | 0                    | 40       | 0      | 8           | 0          |
| R. Lodi       | 29               | 2                | 4                | 0                | 2               | 1               | 0               | 0               | 10               | 1                | 0                | 0                | 1                    | 0                    | 0                    | 0                    | 42       | 4      | 4           | 0          |
| C. Martín     | 1                | 0                | 1                | 0                | 1               | 0               | 0               | 0               | 0                | 0                | 0                | 0                | 0                    | 0                    | 0                    | 0                    | 2        | 0      | 1           | 0          |
| J. Oblak      | 38               | -43              | 2                | 0                | 2               | -2              | 0               | 0               | 10               | -10              | 0                | 0                | 1                    | -2                   | 0                    | 0                    | 51       | -57    | 2           | 0          |
| Reinildo      | 17               | 0                | 5                | 0                | -               | -               | -               | -               | 4                | 0                | 1                | 0                | -                    | -                    | -                    | -                    | 21       | 0      | 6           | 0          |
| Saúl          | 3                | 0                | 0                | 0                | -               | -               | -               | -               | -                | -                | -                | -                | -                    | -                    | -                    | -                    | 3        | 0      | 0           | 0          |
| S. Savić      | 28               | 0                | 12               | 0                | 0               | 0               | 0               | 0               | 5                | 0                | 1                | 0                | 0                    | 0                    | 0                    | 0                    | 33       | 0      | 13          | 0          |
| J. Serrano    | 5                | 0                | 1                | 1                | 1               | 0               | 0               | 0               | 1                | 0                | 0                | 0                | 0                    | 0                    | 0                    | 0                    | 7        | 0      | 1           | 1          |
| L. Suárez     | 35               | 11               | 7                | 0                | 2               | 1               | 0               | 0               | 7                | 1                | 2                | 0                | 1                    | 0                    | 0                    | 0                    | 45       | 13     | 9           | 0          |
| K. Trippier   | 15               | 0                | 1                | 0                | 0               | 0               | 0               | 0               | 3                | 0                | 0                | 0                | 0                    | 0                    | 0                    | 0                    | 18       | 0      | 1           | 0          |
| Š. Vrsaljko   | 21               | 1                | 4                | 0                | 2               | 0               | 0               | 0               | 5                | 0                | 1                | 0                | 1                    | 0                    | 1                    | 0                    | 29       | 1      | 6           | 0          |
| D. Wass       | 1                | 0                | 1                | 0                | -               | -               | -               | -               | 0                | 0                | 0                | 0                | -                    | -                    | -                    | -                    | 1        | 0      | 1           | 0          |